# Ofilio Picón
Ofilio Vidal Picón Duarte (Nagarote, 14 de marzo de 1957) conocido simplemente como Ofilio Picón, es un músico, compositor, escritor, y cantautor nicaragüense.

## Biografía
Nació en Nagarote, el 14 de marzo de 1957. Realizó sus estudios de bachillerato en el Instituto Experimental México de Managua, finalizando en 1975. Cursó el año de Estudios Generales en la Universidad Nacional Autónoma de Nicaragua (UNAN) de León en 1976, y se graduó de Médico Cirujano en la Universidad Autónoma de Puebla (UAP), México, en el año 1984. Nunca ejerció esta carrera, al decidir dedicarse profesionalmente a la Música desde 1984. Residió en México entre los años 1978 - 1984 y en España entre 1988 - 1990.

## Discografía

### Como solista
- Ventana (1997)
- Transiciones (2001)
- Darío En La Memoria del Milenio (2006)
- Mujeres Con Guitarra (2009)
- La Libertad Y El Mar Son Una Música (2016)
- Crónicas Terrestres y Celestes (2019)

| Ventana (1997) | Transiciones (2001) | Darío En La Memoria Del Milenio (2006) | Mujeres Con Guitarra (2009) | La Libertad Y El Mar Son Una Música (2016) |
| -------------- | ------------------- | -------------------------------------- | --------------------------- | ------------------------------------------ |
|                |                     |                                        |                             |                                            |

## Como escritor
- Con la Música en el Alma (2012)